# Oni wiedzą lepiej
Oni wiedzą lepiej. Samozadowolenie jako podstawa polityki społecznej (1996, wydanie polskie 2008), książka ekonomisty i myśliciela politycznego Thomasa Sowella, stawiająca wyzwanie ludziom nazwanym w niej "teflonowymi prorokami", wróżącym przyszłość pełną społecznych, gospodarczych bądź też środowiskowych problemów przy braku interwencji rządowych. 
Sowell uważa, że ludzie ci (m.in. John Kenneth Galbraith, Ralph Nader, Paul Ralph Ehrlich) zawsze są pewni swoich racji i umiejętnie znajdują dla nich poparcie, nawet gdy fakty są przeciwko nim. Promują oni, wedle opinii autora, wizję świata nie mającą nic wspólnego z rzeczywistością. 